# Климонтов Костянтин Олексійович
Костянтин Олексійович Климонтов (рос. Константин Алексеевич Климонтов; 15 жовтня 1990, м. Челябінськ, СРСР) — російський хокеїст, захисник. Виступає за «Трактор» (Челябінськ) у Континентальній хокейній лізі.
Вихованець хокейної школи «Восход» (Челябінськ). Виступав за «Трактор» (Челябінськ), «Білі Ведмеді» (Челябінськ), «Мечел» (Челябінськ). 
У 2012 році Костянтин Плаксін взяв дошлюбне прізвище матері.